# Kieran Tierney
Kieran Tierney (Douglas, 5 juni 1997) is een Schots voetballer die doorgaans als linksback speelt. Hij keerde in juni 2025 terug bij Celtic na een zesjarig dienstverband bij Arsenal. Tierney debuteerde in 2016 in het Schots voetbalelftal.

## Clubcarrière

### Celtic
Tierney werd geboren op het eiland Man en verhuisde toen hij tien maanden oud was met zijn familie naar Schotland. Op zevenjarige leeftijd sloot hij zich aan in de jeugdopleiding van Celtic. Op 22 april 2015 debuteerde de verdediger in het eerste elftal, tegen Dundee. Op 15 mei 2016 maakte hij zijn eerste competitietreffer, tegen Motherwell. In al zijn vijf seizoenen bij Celtic werd Tierney landskampioen. Ook won hij driemaal de Scottish Cup en driemaal de League Cup. Hij speelde 170 wedstrijden voor Celtic, voornamelijk als linksback maar ook enkele malen als centrale verdediger of linkermiddenvelder.

### Arsenal
Op 8 augustus 2019 werd Tierney voor 27 miljoen euro overgenomen door Arsenal. Op 24 september maakte hij in de EFL Cup tegen Nottingham Forest zijn debuut voor de club. Op 27 oktober maakte hij vervolgens ook zijn debuut in de Premier League. In zijn eerste seizoen speelde hij 24 wedstrijden, maar lag hij met een schouderblessure ook een kleine vier maanden uit de roulatie. In de laatste speelronde van dat seizoen, op 26 juli tegen Watford scoorde hij zijn eerste doelpunt voor Arsenal, in een duel waarin hij ook zijn vierde assist dat seizoen leverde. 
Op 1 augustus won Tierney als basisklant de finale van de FA Cup van stadsrivaal Chelsea. Op 28 augustus 2020 startte Tierney eveneens in de basis tijdens de strijd om de FA Community Shield tegen Liverpool, dat op penalty's verslagen werd. Op 2 januari 2021 was hij goed voor een goal en een assist in een 4-1 op West Bromwich Albion. Zijn goal werd later verkozen door de goal van de maand van Arsenal. Op 25 februari scoorde hij in de tussenronde van de Europa League tegen Benfica, waarmee hij de eerste Schot werd die scoorde voor Arsenal in een Europese competitie sinds Willy Young in maart 1980. In juni 2021 verlengde hij zijn contract bij Arsenal tot de zomer van 2026.
Dat seizoen was hij basisspeler als linksback, totdat zijn seizoen er in maart opzat door een knieblessure. In de zomer van 2022 nam Arsenal Oleksandr Zintsjenko over van Manchester City, waarna de Oekraïner de voorkeur kreeg links achterin boven Tierney. 

### Real Sociedad
Op 27 augustus 2023 werd Tierney voor een seizoen verhuurd aan Real Sociedad. Hij maakte op 2 september tegen Granada zijn debuut in een 5-3 overwinning en kreeg na afloop de complimenten van coach Imanol Alguacil. In oktober en februari lag Tierney er tweemaal een maand uit met een hamstringblessure, maar wanneer fit speelde Tierney bijna altijd. 

## Clubstatistieken
| Seizoen | Club            | Competitie           | Competitie | Competitie | Beker | Beker | Internationaal | Internationaal | Totaal | Totaal |
| Seizoen | Club            | Competitie           | Wed.       | Dlp.       | Wed.  | Dlp.  | Wed.           | Dlp.           | Wed.   | Dlp.   |
| ------- | --------------- | -------------------- | ---------- | ---------- | ----- | ----- | -------------- | -------------- | ------ | ------ |
| 2014/15 | Celtic          | Scottish Premiership | 2          | 0          | 0     | 0     | —              | —              | 2      | 0      |
| 2015/16 | Celtic          | Scottish Premiership | 23         | 1          | 6     | 0     | 4              | 0              | 33     | 1      |
| 2016/17 | Celtic          | Scottish Premiership | 24         | 1          | 7     | 1     | 9              | 0              | 40     | 2      |
| 2017/18 | Celtic          | Scottish Premiership | 32         | 3          | 9     | 1     | 14             | 0              | 55     | 4      |
| 2018/19 | Celtic          | Scottish Premiership | 21         | 0          | 7     | 0     | 14             | 1              | 42     | 1      |
| 2019/20 | Arsenal         | Premier League       | 15         | 1          | 5     | 0     | 4              | 0              | 24     | 1      |
| 2020/21 | Arsenal         | Premier League       | 27         | 1          | 2     | 0     | 9              | 1              | 38     | 2      |
| 2021/22 | Arsenal         | Premier League       | 22         | 1          | 3     | 0     | —              | —              | 25     | 1      |
| 2022/23 | Arsenal         | Premier League       | 27         | 0          | 3     | 0     | 6              | 1              | 36     | 1      |
| 2023/24 | Arsenal         | Premier League       | 0          | 0          | 1     | 0     | —              | —              | 1      | 0      |
| 2023/24 | → Real Sociedad | La Liga              | 20         | 0          | 4     | 0     | 2              | 0              | 26     | 0      |
| TOTAAL  | TOTAAL          | TOTAAL               | 213        | 8          | 46    | 2     | 52             | 3              | 309    | 13     |

Bijgewerkt op 26 juni 2024.

## Interlandcarrière
Tierney debuteerde op 10 maart 2016 in het Schots voetbalelftal, tegen Denemarken. Hij speelde de eerste helft en werd aan de rust vervangen door zijn ploegmaat bij Celtic Charlie Mulgrew. Hij werd op 7 juni 2024 door bondscoach Steve Clarke opgenomen in de Schotse selectie voor het EK 2024 in Duitsland. Schotland werd in de groepsfase uitgeschakeld na nederlagen tegen Duitsland (5–1) en Hongarije (0–1) en een gelijkspel tegen Zwitserland (1–1). Tierney kwam in actie tegen Duitsland en Zwitserland, maar haakte vervolgens geblesseerd af.
| Interlands van Tierney voor Schotland | Interlands van Tierney voor Schotland | Interlands van Tierney voor Schotland | Interlands van Tierney voor Schotland | Interlands van Tierney voor Schotland | Interlands van Tierney voor Schotland | Interlands van Tierney voor Schotland |
| №                                     | Datum                                 | Wedstrijd                             | Uitslag                               | Soort wedstrijd                       | Doelpunten                            |                                       |
| Als speler bij Celtic                 | Als speler bij Celtic                 | Als speler bij Celtic                 | Als speler bij Celtic                 | Als speler bij Celtic                 | Als speler bij Celtic                 | Als speler bij Celtic                 |
| ------------------------------------- | ------------------------------------- | ------------------------------------- | ------------------------------------- | ------------------------------------- | ------------------------------------- | ------------------------------------- |
| 1.                                    | 29 maart 2016                         | Schotland – Denemarken                | 1 – 0                                 | Vriendschappelijk                     |                                       |                                       |
| 2.                                    | 11 oktober 2016                       | Slowakije – Schotland                 | 3 – 0                                 | Kwalificatie WK 2018                  |                                       |                                       |
| 3.                                    | 26 maart 2017                         | Schotland – Slovenië                  | 1 – 0                                 | Kwalificatie WK 2018                  |                                       |                                       |
| 4.                                    | 10 juni 2017                          | Schotland – Engeland                  | 2 – 2                                 | Kwalificatie WK 2018                  |                                       |                                       |
| 5.                                    | 1 september 2017                      | Litouwen – Schotland                  | 0 – 3                                 | Kwalificatie WK 2018                  |                                       |                                       |
| 6.                                    | 4 september 2017                      | Schotland – Malta                     | 2 – 0                                 | Kwalificatie WK 2018                  |                                       |                                       |
| 7.                                    | 5 oktober 2017                        | Schotland – Slowakije                 | 1 – 0                                 | Kwalificatie WK 2018                  |                                       |                                       |
| 8.                                    | 8 oktober 2017                        | Slovenië – Schotland                  | 2 – 2                                 | Kwalificatie WK 2018                  |                                       |                                       |
| 9.                                    | 9 november 2017                       | Schotland – Nederland                 | 0 – 1                                 | Vriendschappelijk                     |                                       |                                       |
| 10.                                   | 7 september 2018                      | Schotland – België                    | 0 – 4                                 | Vriendschappelijk                     |                                       |                                       |
| 11.                                   | 10 september 2018                     | Schotland – Albanië                   | 2 – 0                                 | Nations League Divisie C              |                                       |                                       |
| 12.                                   | 11 oktober 2018                       | Israël – Schotland                    | 2 – 1                                 | Nations League Divisie C              |                                       |                                       |
| Als speler bij Arsenal                |                                       |                                       |                                       |                                       |                                       |                                       |
| 13.                                   | 4 september 2020                      | Schotland – Israël                    | 1 – 1                                 | Nations League Divisie B              |                                       |                                       |
| 14.                                   | 12 november 2020                      | Servië – Schotland                    | 1 – 1 (5-6 n.s.)                      | Kwalificatie EK 2020                  |                                       |                                       |
| 15.                                   | 15 november 2020                      | Slowakije – Schotland                 | 1 – 0                                 | Nations League Divisie B              |                                       |                                       |
| 16.                                   | 18 november 2020                      | Israël – Schotland                    | 1 – 0                                 | Nations League Divisie B              |                                       |                                       |

Bijgewerkt op 2 maart 2021.

## Erelijst
| Competitie          |        |                                             |        |        |
| Competitie          | Aantal | Jaren                                       |        |        |
| Celtic              | Celtic | Celtic                                      | Celtic | Celtic |
| ------------------- | ------ | ------------------------------------------- | ------ | ------ |
| Premiership         | 5×     | 2014/15, 2015/16, 2016/17, 2017/18, 2018/19 |        |        |
| Scottish Cup        | 3×     | 2016/17, 2017/18, 2018/19                   |        |        |
| League Cup          | 3×     | 2016/17, 2017/18, 2018/19                   |        |        |
| Arsenal             |        |                                             |        |        |
| FA Cup              | 1×     | 2019/20                                     |        |        |
| FA Community Shield | 2×     | 2020, 2023                                  |        |        |